# Gemeiner Glimmertintling
Der Gemeine Glimmertintling (Coprinellus micaceus, Syn.: Coprinus micaceus) ist eine Pilzart aus der Familie der Mürblingsverwandten (Psathyrellaceae).

## Merkmale

### Makroskopische Merkmale
Der Hut des Glimmer-Tintlings wird bis zu 3 cm breit und 2,5 cm dick. Die Hutform ist zu Beginn eiförmig und wölbt sich allmählich glockenförmig nach außen, wobei sein Durchmesser auf 5 Zentimeter steigt. Er besitzt eine zur Hutmitte hin dunkler werdende cremefarbene bis ockerbraune oder fuchsige Färbung. Die Huthaut ist anfangs fast bis zum Scheitel gerieft, mit zunehmendem Alter allerdings faltig gefurcht. Junge Pilze sind mit kleinen glimmrig glitzernden Schüppchen (Velumreste) besetzt, die zunächst dicht und flächig sitzen, dann krümelig-klumpig aufreißen. Bei Regen verschwinden sie rasch. Die Lamellen sind zuerst weißlich bis gelblich weiß, dann graubraun bis graulila und im Alter schwarz. Sie zerfließen jedoch nicht richtig. Der Glimmer-Tintling besitzt helles Fleisch. Sein Geruch und Geschmack sind unauffällig. Der Stiel wird 3–8(–10) cm lang und 3–5 mm dick. Er ist weiß und seidig glänzend, hohl und wenig stabil. Die Basis ist wenig bis deutlich knollig verdickt und etwas ockerlich verfärbt. Bei jungen Pilzen ist der Stiel mit feinen Flocken überzogen; ältere erscheinen oft glatt.

### Mikroskopische Merkmale

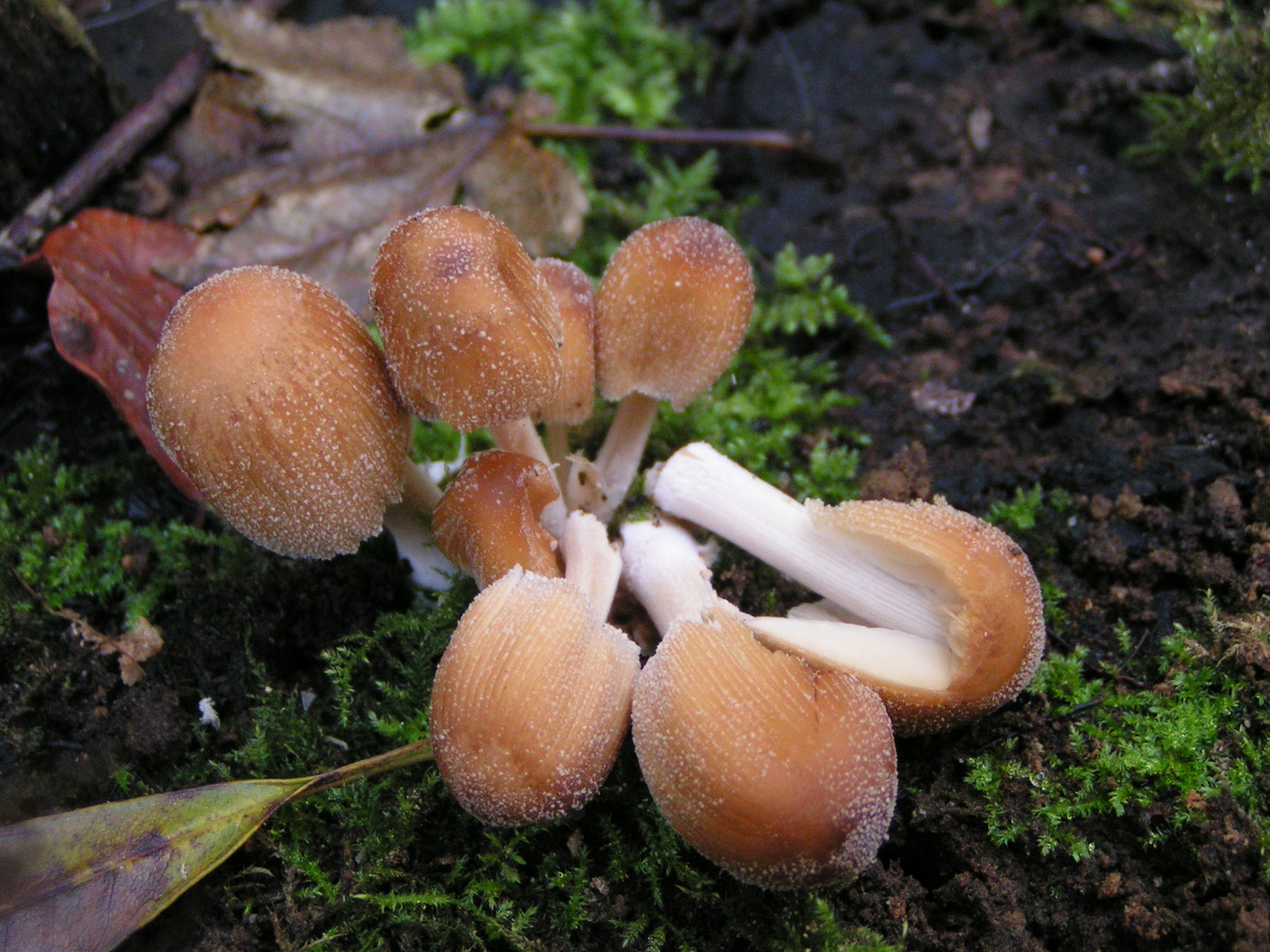
Junge Glimmer-Tintlinge mit den namensgebenden glimmerigen Velumresten

Die Sporen sind braun gefärbt. Sie sind 6,5–9,5 × 4,5–6,5 × 4–5 Mikrometer groß und erscheinen in der Frontansicht birnenförmig bis rhombisch sowie in der Seitenansicht elliptisch bis leicht mandelförmig. Außerdem zeichnen sie sich durch einen stark vorgezogenen Keimporus aus. Die Cheilo- und Pleurozystiden sind blasenförmig. Am Stiel befinden sich flaschenförmige Caulozystiden. Mit ihrem langen Hals besitzen sie eine Länge von bis zu 100 µm.

## Artabgrenzung

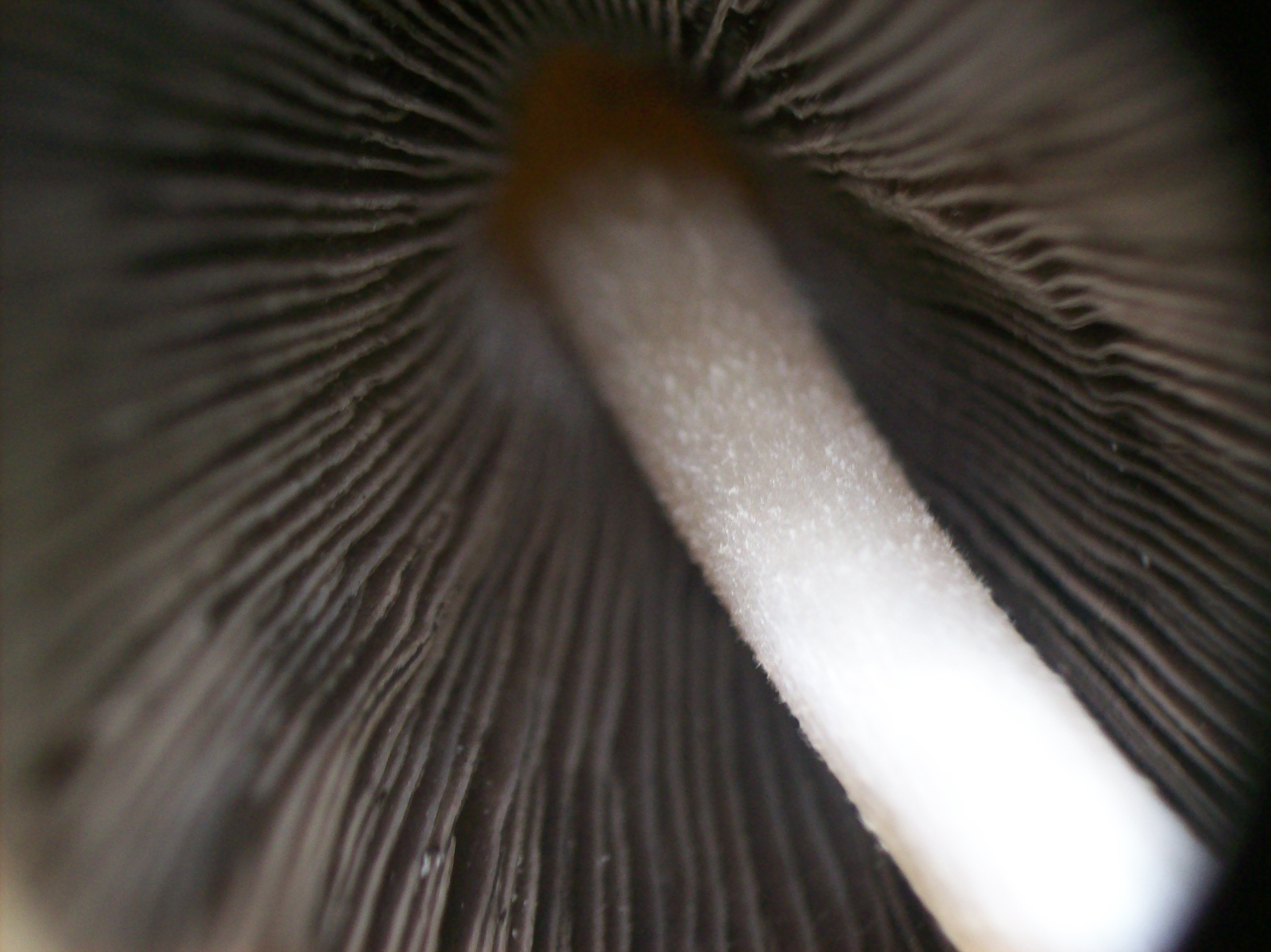
Die Kaulozystiden sind als Bereifung am Stiel erkennbar.

Der Glimmer-Tintling besitzt eine Reihe ähnlicher Arten, die meist nur mit etwas Erfahrung auseinanderzuhalten sind; manchmal jedoch auch dann nicht sicher oder nur mikroskopisch. Die engere Verwandtschaft des Glimmer-Tintlings (Sekt. Micacei s. str.) lässt sich durch die vergleichsweise kräftigen Töne des Hutes und die glimmrig schimmernden Velumreste eingrenzen. Letztere bestehen mikroskopisch nur aus rundlichen Zellen. Gut gekennzeichnet ist der Glimmer-Tintling unter den nächsten Verwandten durch die Kaulozystiden, die bereits mit einer Lupe oder manchmal sogar mit dem bloßen Auge zu erkennen sind. Diese Eigenschaften fehlen dem äußerlich sehr ähnlichen Überzuckerten Tintling (Coprinellus saccharinus) sowie dem Weiden-Tintling (Coprinellus truncorum). Die Sporen des Letztgenannten weisen zudem keinen vorgezogenen Keimporus auf und wirken daher elliptisch. Beim Überzuckerten Tintling messen die kugeligen Elemente des Velums bis zu 40 µm, beim Glimmer-Tintling hingegen bis zu 70 µm.

Wenn die Velumreste vom Hut gewaschen wurden, besteht Ähnlichkeit mit dem Kleinen Rauspor-Tintling (Coprinellus silvaticus). Dieser ist seltener und besitzt warzige Sporen. Auf dem Hut sind mit einer Lupe Zystiden zu erkennen. Weitere ähnliche Arten der Tintlinge (Sekt. Domestici s. str.) lassen sich durch flächig-häutig wirkende Velumreste und blassere Hutfarben trennen.

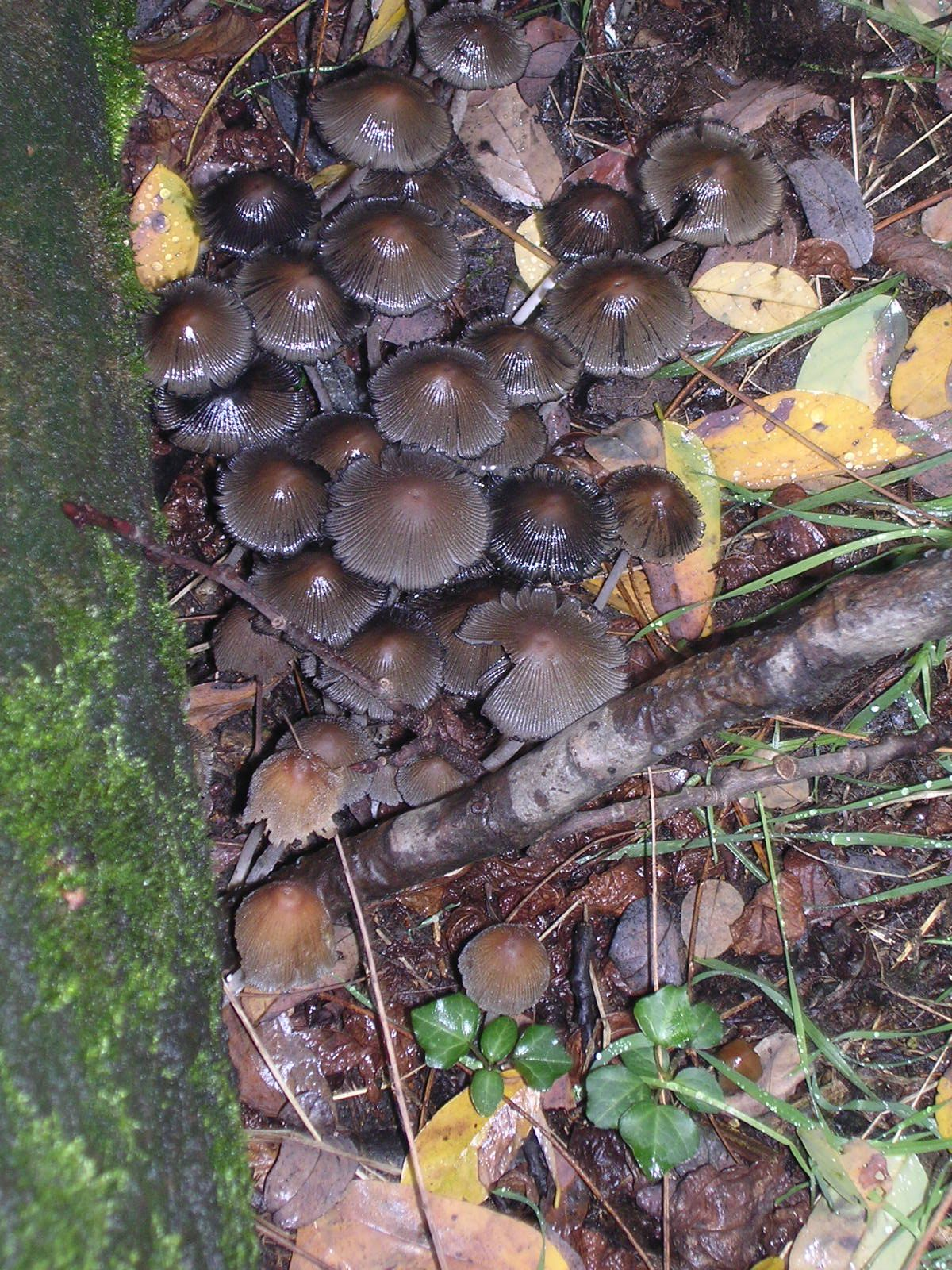
Ältere Fruchtkörper des Glimmer-Tintlings

## Ökologie und Phänologie
Der Glimmer-Tintling ist in Laub- und Mischwäldern aller Art zu finden, selten jedoch in Nadelwäldern. Häufig wächst er in Gärten, Parks und ähnlichen Biotopen wie Wegränder und Gebüsche. Der Pilz lebt als Saprobiont an morschem Holz. Er kommt auch an vergrabenem Holz und am Fuß lebender Bäume vor. Letzteres Vorkommen deutet eventuell auf einen Parasitismus des Pilzes an der Wurzel hin. Bevorzugt werden nährstoffreiche Substrate, jedoch ist dieser Tintling gegenüber dem pH-Wert des Bodens nicht wählerisch (bodenvag).
Die Fruchtkörper können über das ganze Jahr hinweg erscheinen, allerdings treten sie in den milden Monaten von April bis November deutlich häufiger auf. Sie wachsen in Büscheln oder rasig an Laubholz.

## Verbreitung
Der Glimmer-Tintling ist ein Kosmopolit, der – abgesehen von der Antarktis – auf allen Kontinenten vorkommt. In Europa ist der Pilz nahezu überall anzutreffen, bis nach Großbritannien, Frankreich, Schweden, Russland und in der Türkei. In Deutschland ist die Art überall häufig.

## Bedeutung
Der Glimmer-Tintling ist genießbar und im jungen Zustand ein schmackhafter Suppenpilz. 
Der Pilz soll jedoch das Pilzgift Coprin enthalten, das im nah verwandten Falten-Tintling bereits nachgewiesen wurde und im Zusammenhang mit Alkoholeinnahme bis etwa vier Tage nach Verzehr des Pilzes zu Vergiftungserscheinungen führen kann. Coprin blockiert dabei das Enzym Acetaldehyd-Dehydrogenase, das Acetaldehyd abbaut, der im Körper primär beim Abbau von Ethanol (Alkohol) entsteht. Das Vorhandensein dieses Giftes wird jedoch angezweifelt.